# Millwall Bushwackers
Millwall Bushwackers är den mest beryktade huliganfirman förknippade med Millwall FC. Klubben och fans av Millwall har en historisk koppling med huligansm, som nådde sin topp på 1970- och 1980-talen. Firman hette ursprungligen F-Troop, men blev så småningom mer känd som Millwall Bushwackers, och som ett av de mest beryktade huliganfirmorna i England. 
Vid fem tillfällen har klubbens hemmaarena The Den stängts av fotbollsförbundet och klubben har fått många böter för publikens bråkighet. Millwalls huliganer betraktas av sina rivaler som en av de tuffaste firmorna. Manchester United-huliganen Colin Blaney som beskriver dem som att vara inom de "topp fyra" firmorna i hans självbiografi "Undesirables" och West Ham-huliganen Cass Pennant nämner de på sin "Top Boys TV"-kanal på YouTube.